# The Bruce Partington Plans
Pour plus de détails, voir Fiche technique et Distribution.
The Bruce Partington Plans est un film britannique réalisé par George Ridgwell, sorti en 1922.

## Synopsis
Mycroft Holmes demande à son frère Sherlock d'enquêter sur la disparition des plans du sous-marin Bruce Partington.

## Fiche technique
- Titre original : The Bruce Partington Plans
- Réalisation : George Ridgwell
- Scénario : Geoffrey H. Malins et Patrick L. Mannock, d'après la nouvelle Les Plans du Bruce-Partington d'Arthur Conan Doyle
- Direction artistique : Walter W. Murton
- Photographie : Alfred H. Moise
- Montage : Leslie Britain
- Société de production : Stoll Picture Productions
- Société de distribution : Stoll Picture Productions
- Pays de production :  Royaume-Uni
- Langue originale : anglais
- Format : noir et blanc — 35 mm — 1,37:1 — Film muet
- Genre : Film policier
- Durée : deux bobines
- Date de sortie :
  - Royaume-Uni : mars 1922

## Distribution
- Eille Norwood : Sherlock Holmes
- Hubert Willis : Docteur Watson
- Teddy Arundell : Inspecteur Hopkins
- Malcolm Tod : Cadogan West
- Lewis Gilbert : Mycroft Holmes
- Ronald Power : Colonel Valentine Walter
- Edward Sorley : Hugh Oberstein
- Leslie Britain : Sidney Johnson